# Кассвілл (Міссурі)
Кассвілл (англ. Cassville) — місто (англ. city) в США, в окрузі Баррі штату Міссурі. Населення — 3190 осіб (2020).

## Географія
Кассвілл розташований за координатами 36°40′44″ пн. ш. 93°52′4″ зх. д. / 36.67889° пн. ш. 93.86778° зх. д. (36.678851, -93.867772).  За даними Бюро перепису населення США в 2010 році місто мало площу 8,35 км², з яких 8,35 км² — суходіл та 0,00 км² — водойми. В 2017 році площа становила 8,87 км², з яких 8,86 км² — суходіл та 0,00 км² — водойми.

### Клімат
| Клімат : Кассвілл     | Клімат : Кассвілл | Клімат : Кассвілл | Клімат : Кассвілл | Клімат : Кассвілл | Клімат : Кассвілл | Клімат : Кассвілл | Клімат : Кассвілл | Клімат : Кассвілл | Клімат : Кассвілл | Клімат : Кассвілл | Клімат : Кассвілл | Клімат : Кассвілл | Клімат : Кассвілл |
| Показник              | Січ.              | Лют.              | Бер.              | Квіт.             | Трав.             | Черв.             | Лип.              | Серп.             | Вер.              | Жовт.             | Лист.             | Груд.             | Рік               |
| Середній максимум, °C | 6,7               | 8,9               | 14,4              | 20,0              | 24,4              | 28,9              | 31,7              | 31,1              | 27,2              | 21,1              | 15,0              | 8,3               | 20,0              |
| Середній мінімум, °C  | −6,7              | −4,4              | 1,1               | 6,1               | 11,1              | 15,6              | 17,8              | 17,2              | 13,3              | 6,1               | 1,1               | −4,4              | 6,1               |
| Норма опадів, мм      | 48                | 58                | 97                | 112               | 127               | 109               | 91                | 89                | 109               | 86                | 81                | 71                | 1087              |
| --------------------- | ----------------- | ----------------- | ----------------- | ----------------- | ----------------- | ----------------- | ----------------- | ----------------- | ----------------- | ----------------- | ----------------- | ----------------- | ----------------- |
| Джерело: Weatherbase  |                   |                   |                   |                   |                   |                   |                   |                   |                   |                   |                   |                   |                   |

## Демографія
Згідно з переписом 2010 року, у місті мешкало 3266 осіб у 1275 домогосподарствах у складі 848 родин. Густота населення становила 391 особа/км².  Було 1402 помешкання (168/км²).
Расовий склад населення:
| - 93,8 % — білих - 1,7 % — корінних американців - 0,4 % — чорних або афроамериканців - 0,3 % — азіатів - 2,1 % — осіб інших рас |

До двох чи більше рас належало 1,8 %. Частка іспаномовних становила 4,6 % від усіх жителів.
За віковим діапазоном населення розподілялося таким чином: 23,8 % — особи молодші 18 років, 56,9 % — особи у віці 18—64 років, 19,3 % — особи у віці 65 років та старші. Медіана віку мешканця становила 40,5 року. На 100 осіб жіночої статі у місті припадало 87,8 чоловіків;  на 100 жінок у віці від 18 років та старших — 83,8 чоловіків також старших 18 років.
Середній дохід на одне домашнє господарство  становив 45 936 доларів США (медіана — 38 616), а середній дохід на одну сім'ю — 57 311 долар (медіана — 46 888). За межею бідності перебувало 16,3 % осіб, у тому числі 29,3 % дітей у віці до 18 років та 3,1 % осіб у віці 65 років та старших.
Цивільне працевлаштоване населення становило 1268 осіб. Основні галузі зайнятості: освіта, охорона здоров'я та соціальна допомога — 28,7 %, виробництво — 26,3 %, роздрібна торгівля — 14,1 %, мистецтво, розваги та відпочинок — 8,1 %.